# Hodori
Hodori (koreanisch 호돌이) war das offizielle Maskottchen der Olympischen Sommerspiele 1988 in der südkoreanischen Hauptstadt Seoul. Hodori trat vereinzelt in Begleitung eines zweiten Maskottchens namens Hosuni in Erscheinung.

## Beschreibung
Hodori ist ein orangefarbener, männlicher Tiger. Er trägt auf dem Kopf einen Sangmo, einen traditionellen, typisch koreanischen Hut. Daran befestigt ist ein blaues Band, welches den Buchstaben S formt, der für Seoul, den Austragungsort der Spiele, steht. Um seinen Hals hat Hodori die olympischen Ringe an einem Band in den Nationalfarben Südkoreas hängen. Das Motiv des Tigers wurde ausgewählt, da dieser tief in der koreanischen Mythologie und Kultur verwurzelt ist. Er soll in erster Linie Gastfreundschaft und Freundlichkeit ausdrücken. Neben Hodori gab es ein zweites Maskottchen, ein Tigermädchen namens Hosuni, welches aber nur selten in Erscheinung trat. Der Name Hodori setzt sich aus den Silben ho und dori zusammen. Ho stammt vom koreanischen Wort horangi (deutsch: Tiger), dori ist die Verniedlichung des Wortes „Junge“. Die Silbe suni im Namen des zweiten Maskottchens kommt vom koreanischen Wort für „Mädchen“.

## Entstehung
Das Organisationskomitee der Spiele veranstaltete einen öffentlichen Wettbewerb, um ein offizielles Maskottchen zu finden. Insgesamt wurden 4344 Vorschläge eingereicht. Vier Vorschläge kamen in die engere Auswahl: ein Eichhörnchen, ein Pärchen Mandarinenten, ein Hase und ein Tiger. Das Komitee entschied sich schließlich für das Motiv des Tigers, einen Entwurf von Kim Hyun. Zur Namensfindung wurde ein weiterer Wettbewerb ausgerufen, in dessen Verlauf über 2000 Namensvorschläge gemacht wurden. Die Wahl fiel auf Hodori, das Maskottchen wurde im April 1984 vorgestellt.

## Rezeption und Vermarktung
Hodori wurde überwiegend positiv aufgenommen, sein Erscheinungsbild wurde als freundlich und anmutig beschrieben. Das Nachrichtenmagazin Der Spiegel bezeichnete Hodori als „albern grinsenden Tiger“.
Insgesamt 86 verschiedene lizenzierte Olympia-Souvenirs wurden mit dem Motiv Hodoris bzw. dem Logo der Sommerspiele produziert. Der Verkauf startete 1984 in Südkorea, ab 1987 waren die Artikel weltweit im Angebot. Hodori-Figuren wurden in 32 verschiedenen Versionen produziert, außerdem gab es Textilien, Plüschtiere, Anstecker, Geschirr und weitere Streuartikel mit dem Abbild des Maskottchens. Die japanische Werbeagentur Dentsu kreierte im Auftrag des Organisationskomitees der Spiele eine Zeichentrickserie mit Hodori, die an verschiedene internationale Fernsehsender verkauft wurde.
Bei einem koreanischen Cartoon-Wettbewerb wurde der Comic Come along Hodori mit dem ersten Preis in der Kategorie „Kinder“ ausgezeichnet.

## Rechtsstreit mit Kellogg’s
Der US-amerikanische Frühstücksflocken-Produzent Kellog’s drohte dem Organisationskomitee der Spiele mit einer Urheberrechtsklage, da das Unternehmen befand, Hodori sehe dem Kellogg’s-Maskottchen „Tony der Tiger“ zu ähnlich; das olympische Maskottchen sollte abgeändert werden. Das Komitee argumentierte daraufhin, dass Südkorea zum damaligen Zeitpunkt das Welturheberrechtsabkommen noch nicht ratifiziert hatte und damit kein Handlungsbedarf bestünde. Bei einem Treffen in Chicago zwischen Vertretern des Organisationskomitees und der Kellogg’s-Unternehmensleitung konnte schließlich ein Kompromiss erzielt werden. Hodori durfte als Maskottchen verwendet werden, die Veranstalter der Spiele mussten Kellogg’s jedoch im Gegenzug garantieren, keinerlei Rechte an der Figur an konkurrierende Unternehmen zu verkaufen.

## Sonstiges
Hodori wurde in mehreren Ländern als Briefmarkenmotiv verwendet, so zum Beispiel in Südkorea, Ecuador, Malawi und im Senegal. Der Irak veröffentlichte 1988 eine Briefmarke, auf der Hodori gemeinsam mit dem bewaffneten Saddam Hussein abgebildet ist.
Der Autor Vincent J. Ricquart veröffentlichte 1988 in seinem Buch The Games Within the Games: The Story Behind the 1988 Seoul Olympics die Anekdote, dass der Name Hodori auf Chun Doo-hwan zurückgeht, der von 1980 bis Februar 1988 der Präsident von Südkorea war. Ricquart zufolge wählte Chun den Namen persönlich aus, da dies sein Spitzname während seiner Zeit an der Militärakademie gewesen war.